# Kabinett Kim Yŏng-il II
Das Kabinett Kim Yŏng-il II war die nach den Parlamentswahlen 2009 von der Obersten Volksversammlung am 9. April 2009 gewählte Regierung Nordkoreas. Sie blieb im Amt bis zu einer umfassenden Regierungsumbildung im Juni 2010.
Die Rolle der Regierung Nordkoreas ist im Vergleich zu anderen Ländern eingeschränkt. Die Regierungsgewalt wird hauptsächlich von der Nationalen Verteidigungskommission unter ihrem Vorsitzenden Kim Jong-il ausgeübt.
| Amt                                                                                                | Name                                                           |
| -------------------------------------------------------------------------------------------------- | -------------------------------------------------------------- |
| Vorsitzender des Ministerrates (Ministerpräsident)                                                 | Kim Yŏng-il                                                    |
| Stellvertreter des Vorsitzenden des Ministerrates                                                  | Kwak Pŏm-gi                                                    |
| Stellvertreter des Vorsitzenden des Ministerrates                                                  | T’ae Chong-su                                                  |
| Stellvertreter des Vorsitzenden des Ministerrates, Vorsitzender der Staatlichen Planungskommission | Ro Tu-ch'ŏl                                                    |
| Stellvertreter des Vorsitzenden des Ministerrates                                                  | O Su-yong                                                      |
| Außenminister                                                                                      | Pak Ui-ch'un                                                   |
| Minister für Volkssicherheit                                                                       | Chu Sang-sŏng                                                  |
| Minister für Elektrizität                                                                          | Hŏ T'aek                                                       |
| Minister für Kohleindustrie                                                                        | Kim Hyŏng-sik                                                  |
| Minister für Bergbau                                                                               | Kang Min-ch'ŏl                                                 |
| Minister für Ölindustrie                                                                           | Kim Hŭi-yŏng                                                   |
| Minister für Metallindustrie                                                                       | Kim T'ae-pong                                                  |
| Minister für Maschinenbauindustrie                                                                 | Cho Pyŏng-ju                                                   |
| Minister für Elektronikindustrie                                                                   | Han Kwang-bok                                                  |
| Minister für Bau- und Baustoffindustrie                                                            | Tong Chŏng-ho                                                  |
| Minister für Eisenbahnwesen                                                                        | Chŏn Kil-su                                                    |
| Minister für Überlandverkehr und Schifffahrt                                                       | Ra Tong-hŭi                                                    |
| Minister für Landwirtschaft                                                                        | Kim Ch'ang-sik                                                 |
| Minister für Chemische Industrie                                                                   | Ri Mu-yŏng                                                     |
| Minister für Leichtindustrie                                                                       | Ri Chu-o                                                       |
| Minister für Außenhandel                                                                           | Ri Ryong-nam                                                   |
| Minister für Forstwirtschaft                                                                       | Kim Kwang-yŏng                                                 |
| Minister für Fischereiwirtschaft                                                                   | Pak T'ae-wŏn                                                   |
| Minister für Städtebau                                                                             | Hwang Hak-wŏn                                                  |
| Minister für Natur- und Umweltschutz                                                               | Pak Song-nam                                                   |
| Minister für Staatliche Bauaufsicht                                                                | Pae Tal-jun                                                    |
| Minister für Handel                                                                                | Kim Pong-ch'ŏl                                                 |
| Minister für Nahrungsmittelbeschaffung und -verwaltung                                             | Mun Ŭng-jo                                                     |
| Minister für Erziehungswesen                                                                       | Kim Yong-jin                                                   |
| Minister für Post und Telekommunikation                                                            | Ryu Yŏng-sŏp                                                   |
| Minister für Kultur                                                                                | Kang Nŭng-su                                                   |
| Minister für Finanzen                                                                              | Kim Wan-su (bis September 2009) Pak Su-gil (ab September 2009) |
| Minister für Arbeit                                                                                | Chŏng Yŏng-su                                                  |
| Minister für Gesundheitswesen                                                                      | Ch'oe Ch'ang-sik                                               |
| Minister für Staatliche Kontrolle                                                                  | Kim Ŭi-sun                                                     |
| Präsident der Staatlichen Akademie der Wissenschaften                                              | Pyŏn Yŏng-rip                                                  |
| Vorsitzender der Staatlichen Lenkungskommission für Körperkultur und Sport                         | Pak Hak-sŏn                                                    |
| Präsident der Zentralbank                                                                          | Ri Kwang-gon                                                   |
| Direktor des Staatlichen Statistikamtes                                                            | Kim Ch'ang-su                                                  |
| Minister des Sekretariats des Ministerrates                                                        | Kim Yŏng-ho                                                    |
| Minister für hauptstädtische Stadtplanung                                                          | Kim Ŭng-gwan                                                   |